# Lautereria tapirapensis
Lautereria tapirapensis är en insektsart som beskrevs av Young 1977. Lautereria tapirapensis ingår i släktet Lautereria och familjen dvärgstritar. Inga underarter finns listade i Catalogue of Life.